# Lenbachhaus

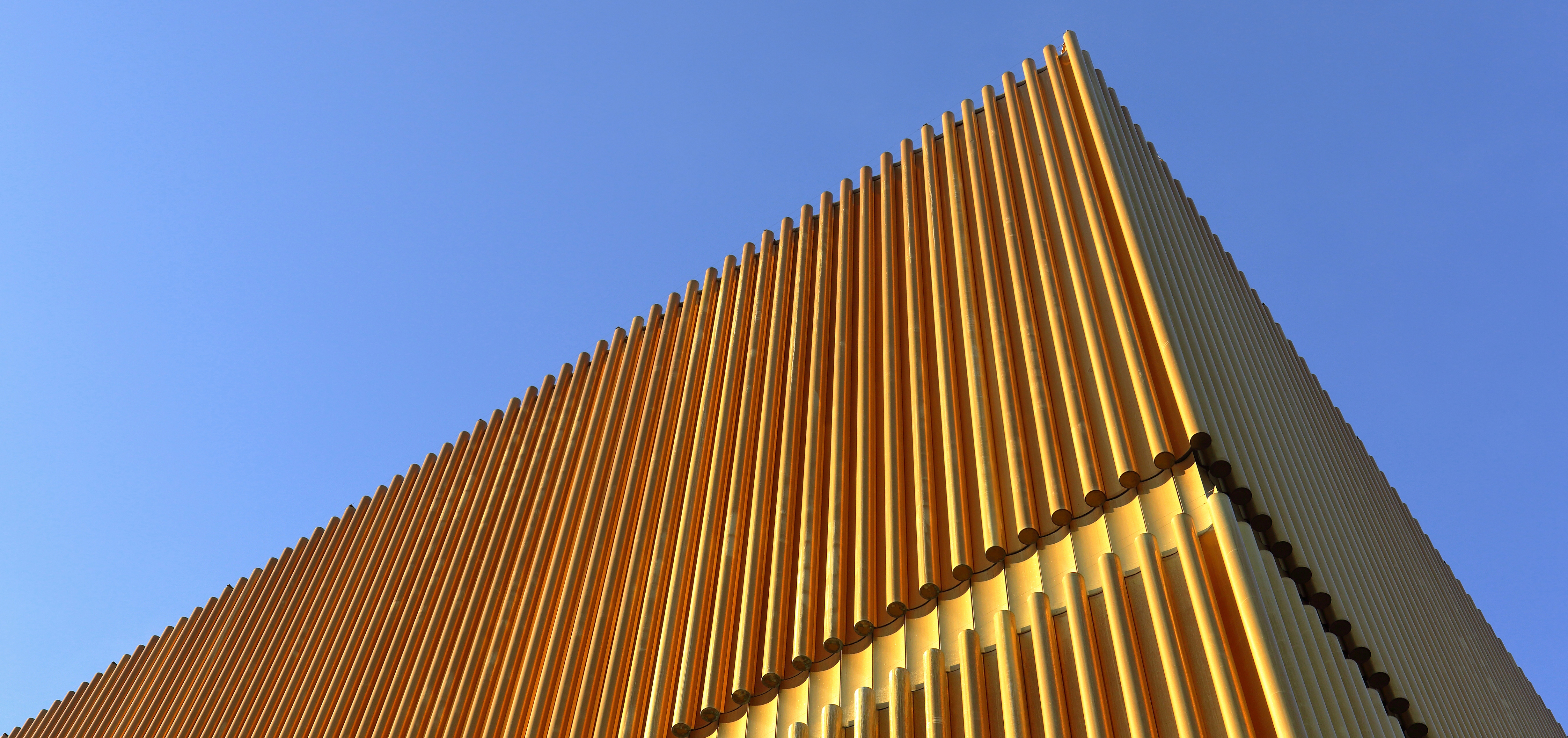
Extension du musée, réalisée par le cabinet d'architecture Foster + Partners. Photo mars 2018.

La Lenbachhaus (Städtische Galerie im Lenbachhaus), à Munich en Allemagne, est un musée municipal situé dans une maison de style florentin, ancienne propriété du peintre allemand Franz von Lenbach construite en 1887 et 1891.
Le musée est essentiellement consacré à l'art moderne et offre notamment une large collection des artistes du Cavalier bleu qui réunissait notamment Vassily Kandinsky, Gabriele Münter, Franz Marc, August Macke, Marianne von Werefkin et Paul Klee.

## La villa Lenbach
La villa Lenbach fut construite au XIXe siècle dans le style des villas toscanes de la Renaissance, avec ses volets verts, son jet d'eau et ses buis. En 1924, la villa a été achetée par la municipalité pour être utilisée comme galerie d’art. Depuis son ouverture en 1929 jusqu’aux années 1950, le Lenbachhaus a principalement exposé la peinture munichoise du XIXe siècle et l’art allemand de la première moitié du XXe siècle. Avec les salles représentatives et l’art du peintre prince Franz von Lenbach, ces premiers points ont façonné le noyau historique de la collection. De 2009 à 2013, le musée a fait l’objet de travaux de rénovation et d’agrandissement conçus par l’architecte Norman Foster.
Après plus de trois ans de travaux et quelque 63,3 millions d'euros dépensés, la Lenbachhaus a rouvert ses portes le 8 mai 2013. Le concept lumineux à lui seul a coûté quelque 4,3 millions d'euros. L'artiste de la lumière Dietmar Tanterl, en collaboration avec l'entreprise OSRAM, a développé une illumination à base de diodes électroluminescentes (LED) pour mettre en valeur les œuvres exposées.

## Collection
Le Lenbachhaus possède la plus grande collection au monde d’œuvres d’art du Cavalier bleu (Der Blaue Reiter), l’un des groupes d’artistes les plus importants de l’avant-garde du début du XXe siècle. Le musée doit cette circonstance principalement à la généreuse dotation de Gabriele Münter, peintre et partenaire de Vassily Kandinsky jusqu’en 1914.
À l’occasion de son 80e anniversaire en 1957, elle fait don de plus de 1000 œuvres du Cavalier bleu à la Lenbachhaus. Il s’agit notamment d’environ 90 peintures à l’huile de Kandinsky, d’environ 330 aquarelles et dessins, de ses carnets de croquis, de peintures sur verre inversé et d’estampes, ainsi que de plus de 25 peintures de Münter et de nombreuses œuvres sur papier ainsi que des œuvres d’artistes importants tels que Franz Marc, August Macke, Paul Klee, Alexej Jawlensky et Marianne von Werefkin. Grâce à cette magnifique donation, la Städtische Galerie im Lenbachhaus est devenue un musée de classe mondiale.
On y trouve en particulier les tableaux suivants :
- Franz Marc :
  - Nu au chat, 1910, huile sur lin 86,5 × 81,5 cm
  - Cheval bleu I, 1911
  - Portrait d'Henri Rousseau, 1911
  - Vaches, rouge, vert, jaune, 1911
  - Le Tigre, 1912
- August Macke :
  - Portrait aux pommes, 1909
  - Indiens à cheval, 1911
  - Jardin zoologique I, 1912
  - Promenade, 1913
  - Le Café turc, 1914, huile sur toile 60 × 35 cm ;
- Paul Klee :
  - Légende du marais, 1919
  - Roseraie, 1920
  - Rythmé, plus strict et plus libre, 1930, couleur à la colle sur papier sur carton, 47,5 × 61,5 cm[4].
- Vassily Kandinsky :
  - La Vie colorée, 1907
  - Couple à cheval, 1907
  - Dame à Moscou, 1908
  - Improvisation VI (Africain), 1909
  - Impression III (Concert), 1911
  - Improvisation 26 (La Rame), 1912
  - Étude pour Composition VII, 1913
  - Gorge Improvisation, 1914
  - Tache rouge II, 1921
- Gabriele Münter : Portrait de Marianne von Werefkin, 1909

ainsi que les oeuvres de la fin du XIXe siècle suivantes : 
- Lovis Corinth : Autoportrait avec squelette, 1896

## Galerie

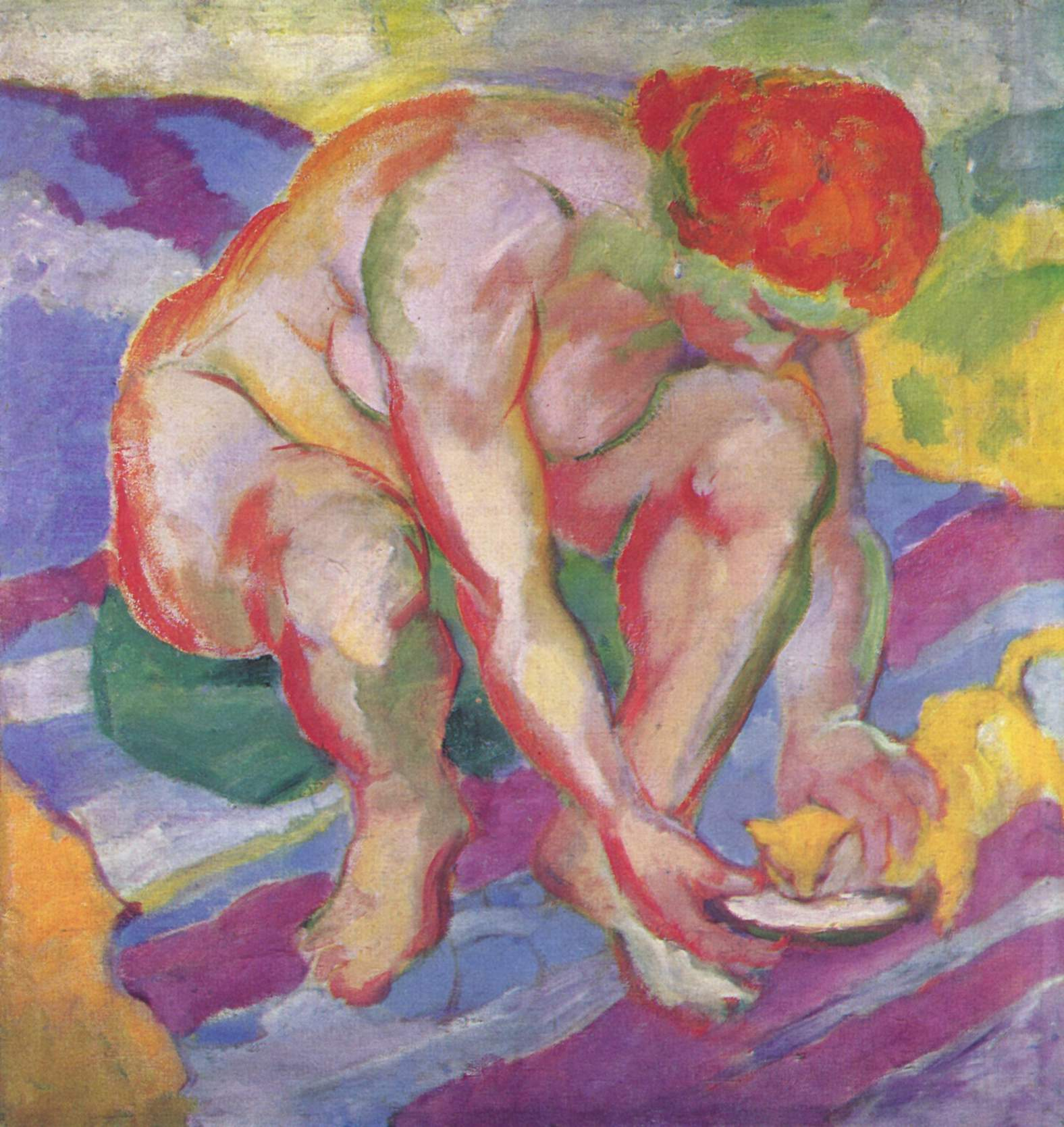
Franz Marc, Nu au chat (1910)
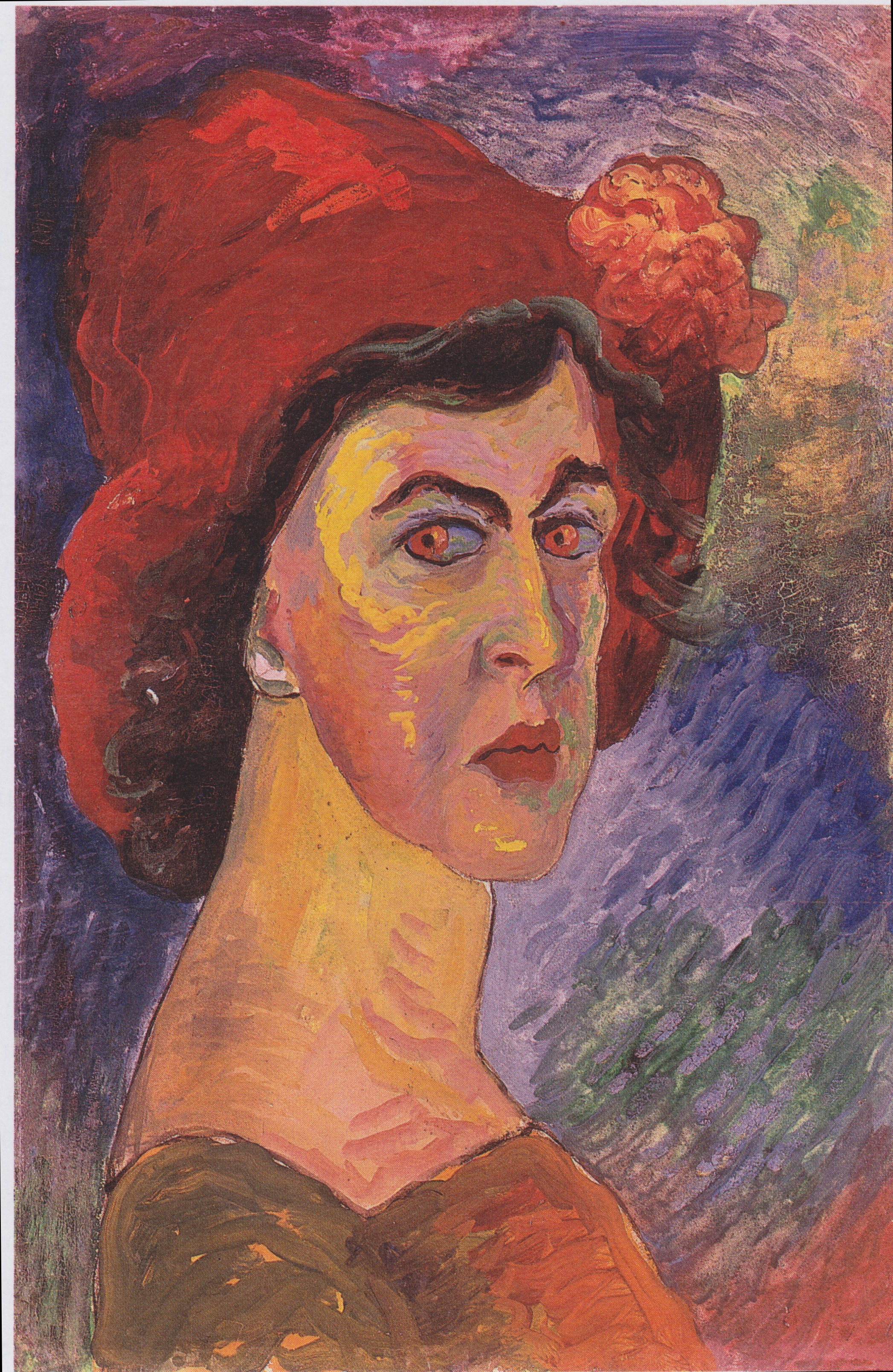
Marianne von Werefkin, Autoportrait (1910)
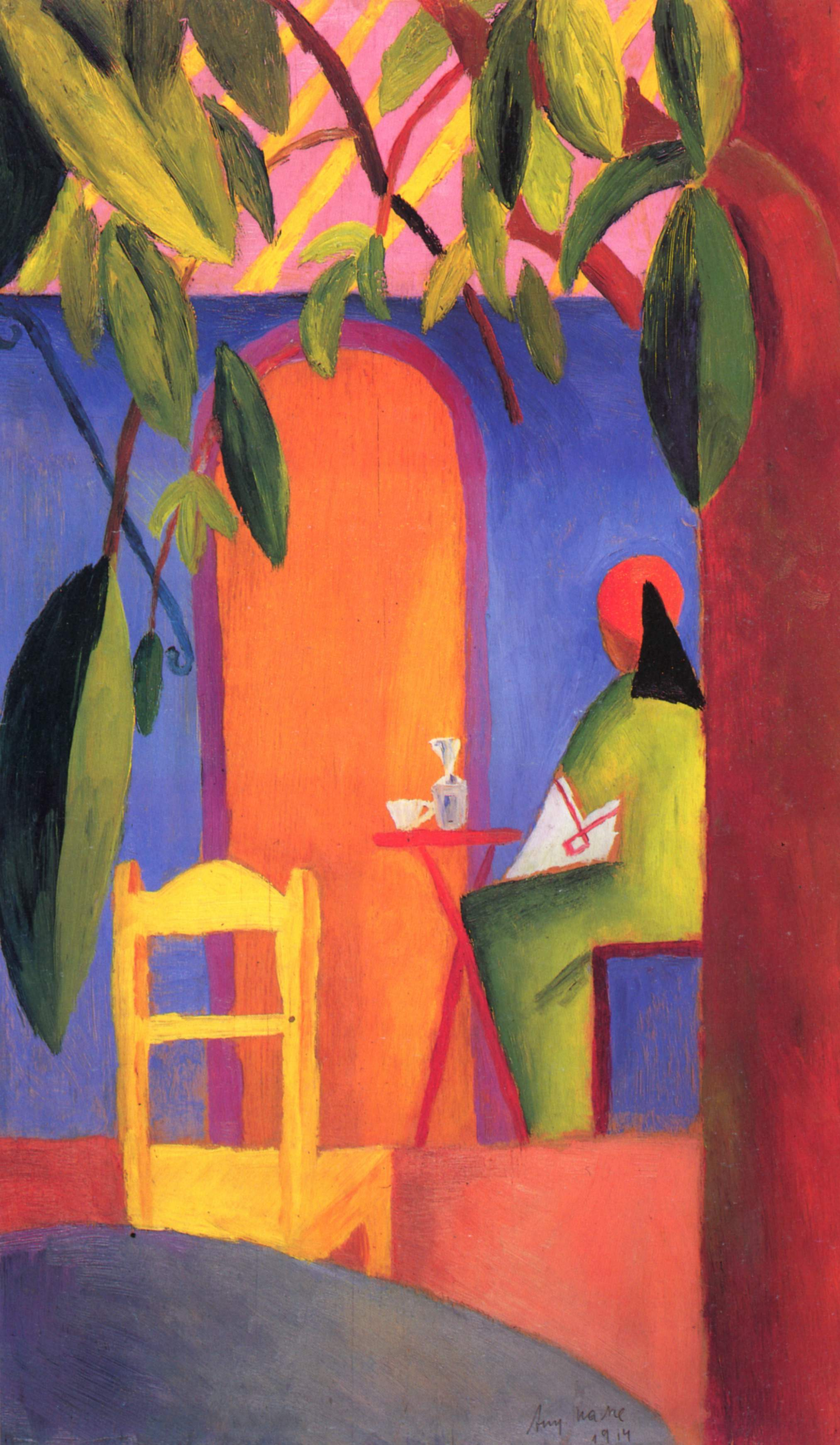
August Macke, Café turc (1914)
Vassily Kandinsky, Gorge Improvisation (1914)
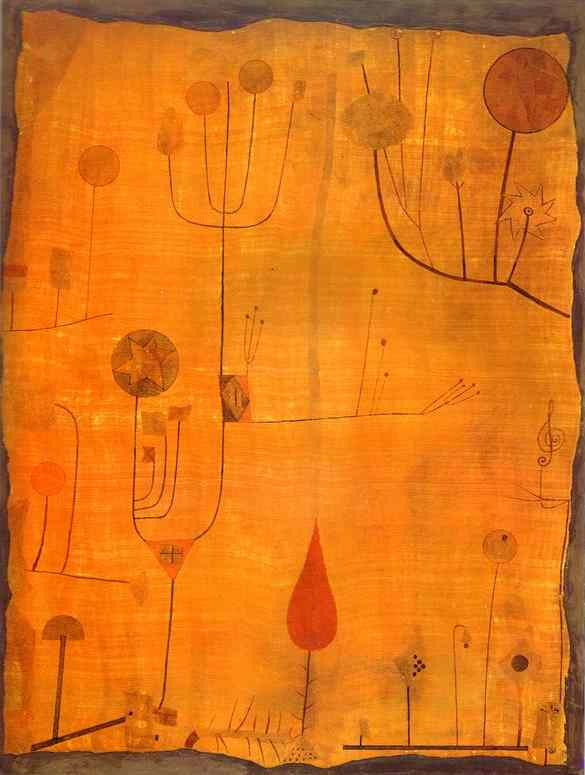
Paul Klee, Fruits on Red (1930)
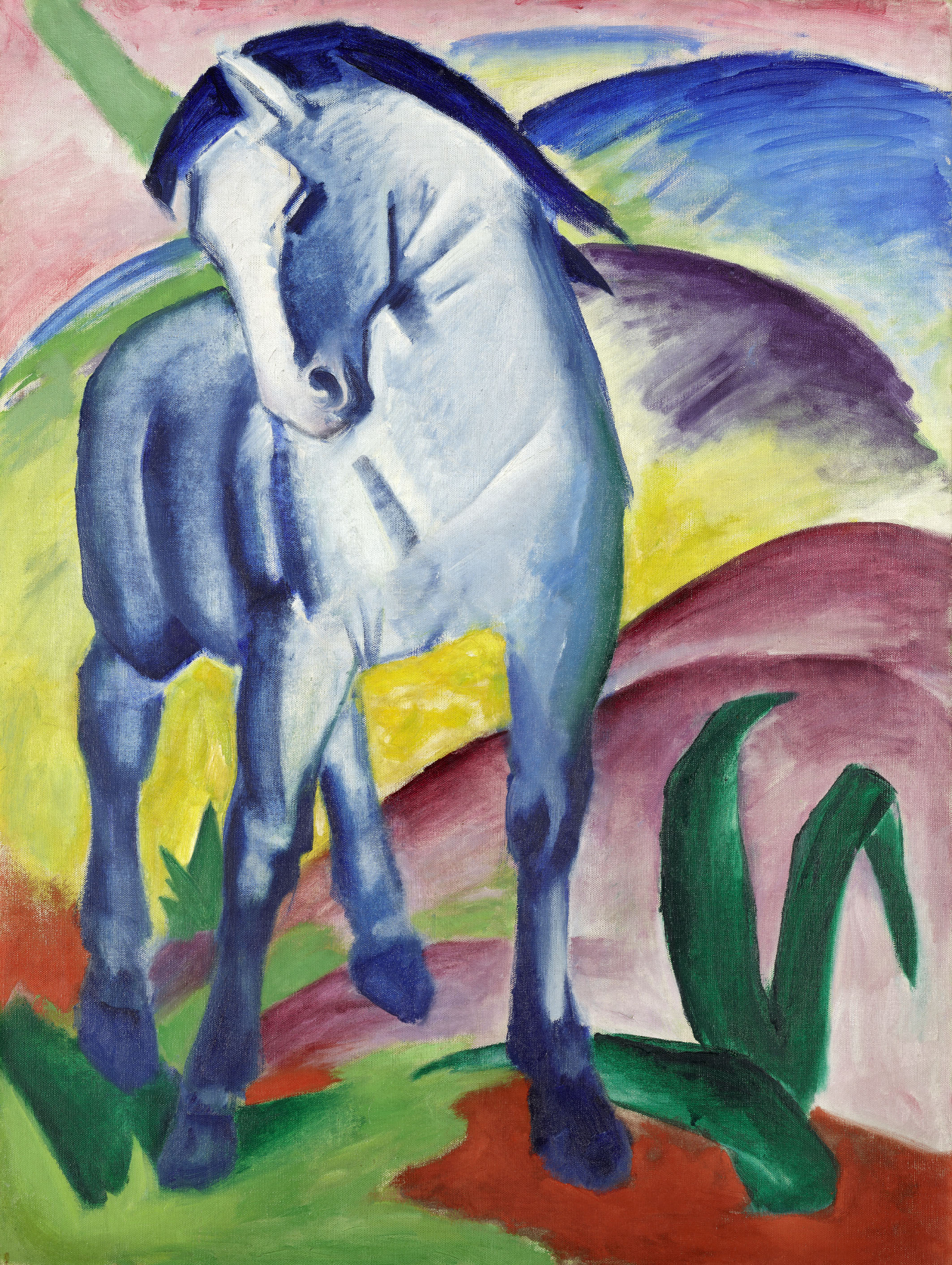
Franz Marc, Cheval bleu I (1911)